# SuperSAGE
SuperSAGE una técnica de biología molecular derivada del SAGE o análisis en serie de expresión génica (en inglés, Serial Analysis of Gene Expression, término del que proviene el acrónimo). Se emplea en análisis de la expresión génica en eucariotas. Como en el caso del SAGE, un fragmento de secuencia específica, conocido como «tag» (etiqueta, en inglés), es recuperado de una población de ARN mensajero, es decir, de transcritos. 
Mediante secuenciación de ADN y recuento masivo de miles (o millones) de «tags», es posible deducir qué genes se expresan y en que proporción, en una muestra dada. Para ello, la técnica SuperSAGE utiliza la enzima endonucleasa tipo III EcoP15I del fago P1; esta enzima corta fragmentos de ADN de 26 pares de bases (pb) en cada ARN mensajero. 
En comparación con técnicas predecesoras como SAGE y LongSAGE, existe una diferencia de por lo menos 6 pb respecto a los «tags» anteriores. El tamaño del «tag» derivado de SuperSAGE permite la fácil identificación del fragmento y, por tanto, del transcrito del que se obtuvo, incrementando notablemente la tasa de anotación funcional en las bases de datos biológicas, realizada mediante BLAST.
Como en la técnica original (SAGE), pares de «tags» conocidos como «ditags» se ensamblan por medio de ligación de extremos romos de ADN. Sin embargo, el sesgo observado en la técnica LongSAGE debido a este proceso, es minimizado. 
Con modernas técnicas de secuenciación (por ejemplo, la pirosecuenciación), cientos de miles o aún millones de «tags» pueden ser analizados en un único experimento, produciendo perfiles de transcripción de alta cobertura.
Los «tags» de 26 pb tienen varias ventajas sobre sus predecesores:
- Gracias a la mayor precisión en anotación (incremento de 10.000 veces), el número de transcritos identificables es sustacialmente mayor a los identificados con la técnica SAGE convencional.
- La identificación de isoformas de un transcripto es posible, y fenómenos como splicing alternativo pueden ser estudiados.
- Nuevos genes pueden ser descubiertos, a diferencia de técnicas de “arquitectura cerrada” como las micromatrices de ADN.
- Puede detectarse la presencia de transcritos «anti-sense» (es decir, en marcos de lectura distintos del original).
- Gracias a la exactitud en anotación, pueden estudiarse dos individuos simultáneamente.[1]
- Los «tags» de 26 pb pueden ser transferidos a micromatrices para hacer seguimiento en serie de genes considerados relevantes.
- El tamaño del «tag» permite fácilmente el diseño de cebadores para efectuar procesos como extensión hacia el extremo 3’ (3'-RACE) o extensión hacia el extremo 5’ (5'-RACE), los cuales posibilitan la obtención de la secuencia completa de un transcrito.

En síntesis, SuperSAGE es una técnica con el suficiente poder de resolución cuantitativo y cualitativo para llevar a cabo profundos análisis de expresión, dejando de lado múltiples obstáculos metodológicos presentados por otras técnicas.